# Imperivm Civitas II
Imperivm Civitas II és un videojoc d'estratègia per a PC produït per la companyia de videojocs FX Interactive. Es tracta de la continuació dels anteriors Imperivm. Imperivm Civitas II porta algunes novetats respecte a les anteriors edicions, tot i que no en són gaires respecte del seu predecessor: Imperivm Civitas.

## Sèrie

### Imperivm
- Celtic Kings: Rage of War

### Imperivm Civitas
- Imperivm Civitas
- Imperivm Civitas II
- Imperivm Civitas III

## Requisits
- Windows XP o Vista
- 1 Gb de memòria RAM
- DVD-ROM
- 1 Gb d'espai lliure al disc dur
- Targeta gràfica de 64 Mb 9550 o superior
- Targeta de so